# Camalotillo, Guerrero
Camalotillo är en ort i Mexiko.   Den ligger i kommunen San Luis Acatlán och delstaten Guerrero, i den sydöstra delen av landet, 290 km söder om huvudstaden Mexico City. Camalotillo ligger 533 meter över havet och antalet invånare är 558.
Terrängen runt Camalotillo är kuperad. Runt Camalotillo är det ganska glesbefolkat, med 45 invånare per kvadratkilometer. Närmaste större samhälle är San Luis Acatlán, 11,0 km sydväst om Camalotillo. I omgivningarna runt Camalotillo växer huvudsakligen savannskog.